# Bahnhof Le Vésinet - Le Pecq

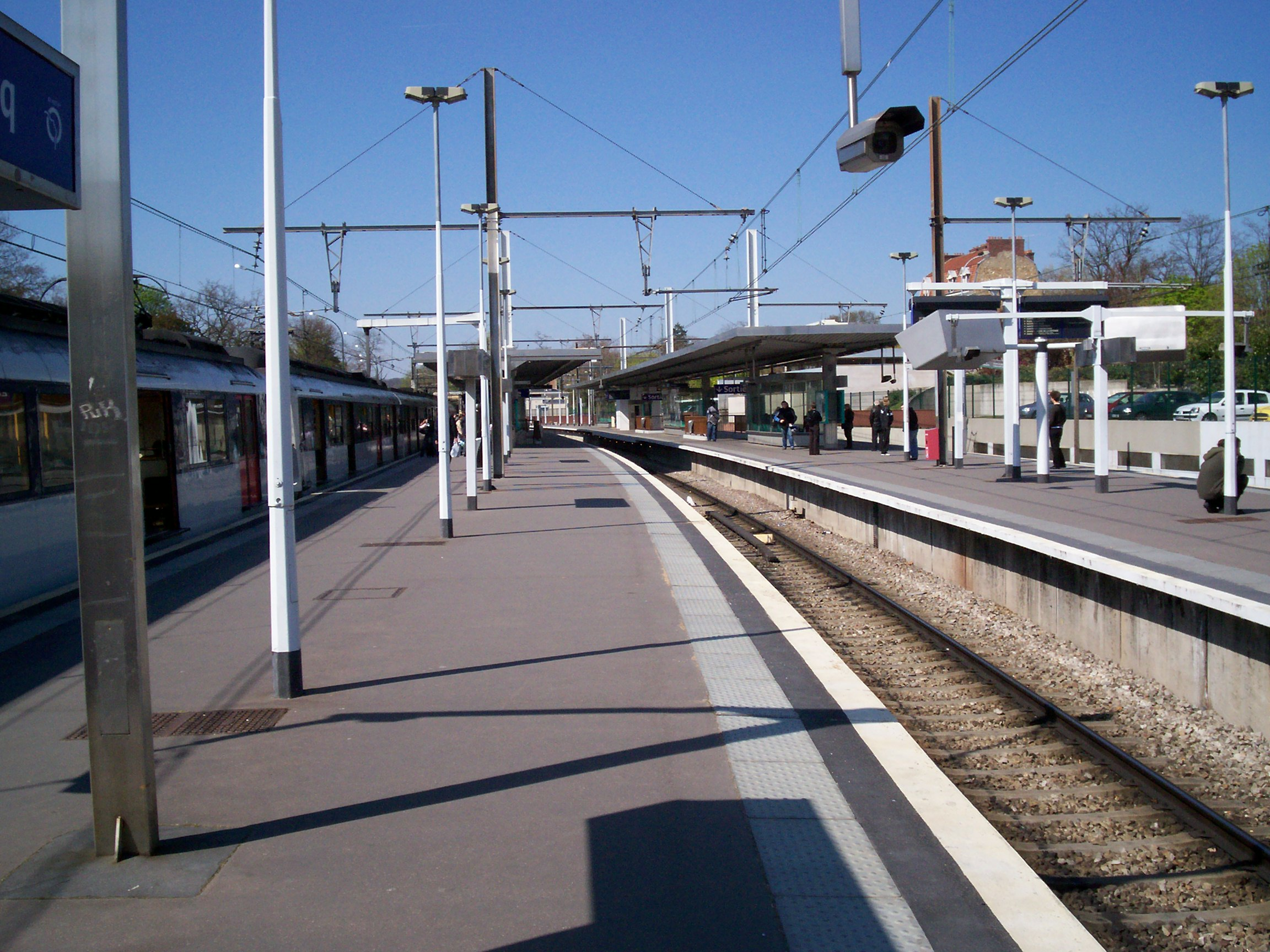
Bahnhof Le Vésinet - Le Pecq, 2008

Der Bahnhof Le Vésinet - Le Pecq (französisch Gare du Vésinet - Le Pecq) ist eine Station des Pariser Eisenbahn-Vorortverkehrs.

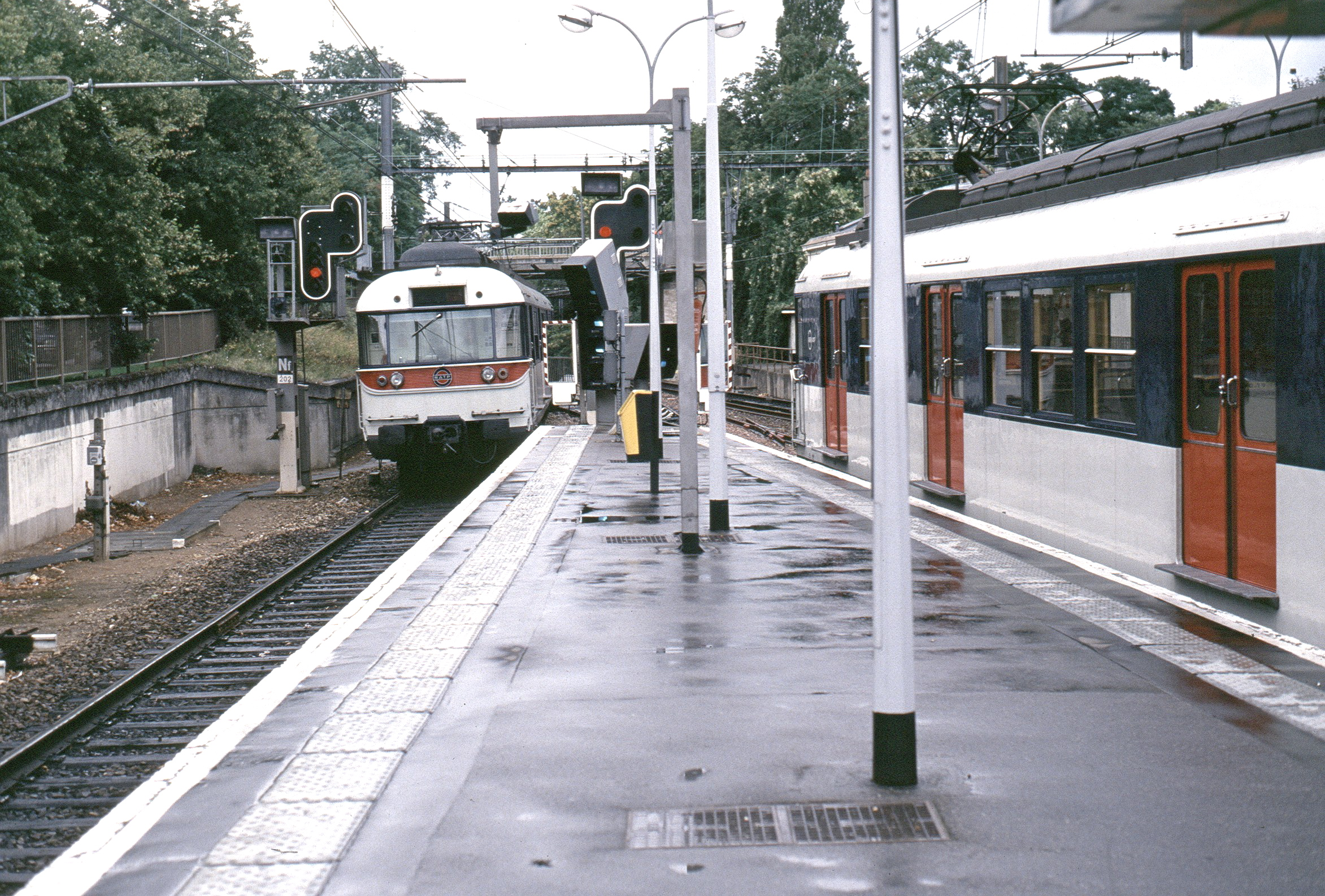
Züge des Typs MS 61 Bauart A/B auf der RER-Linie A im Bahnhof Le Vésinet - Le Pecq, 1994

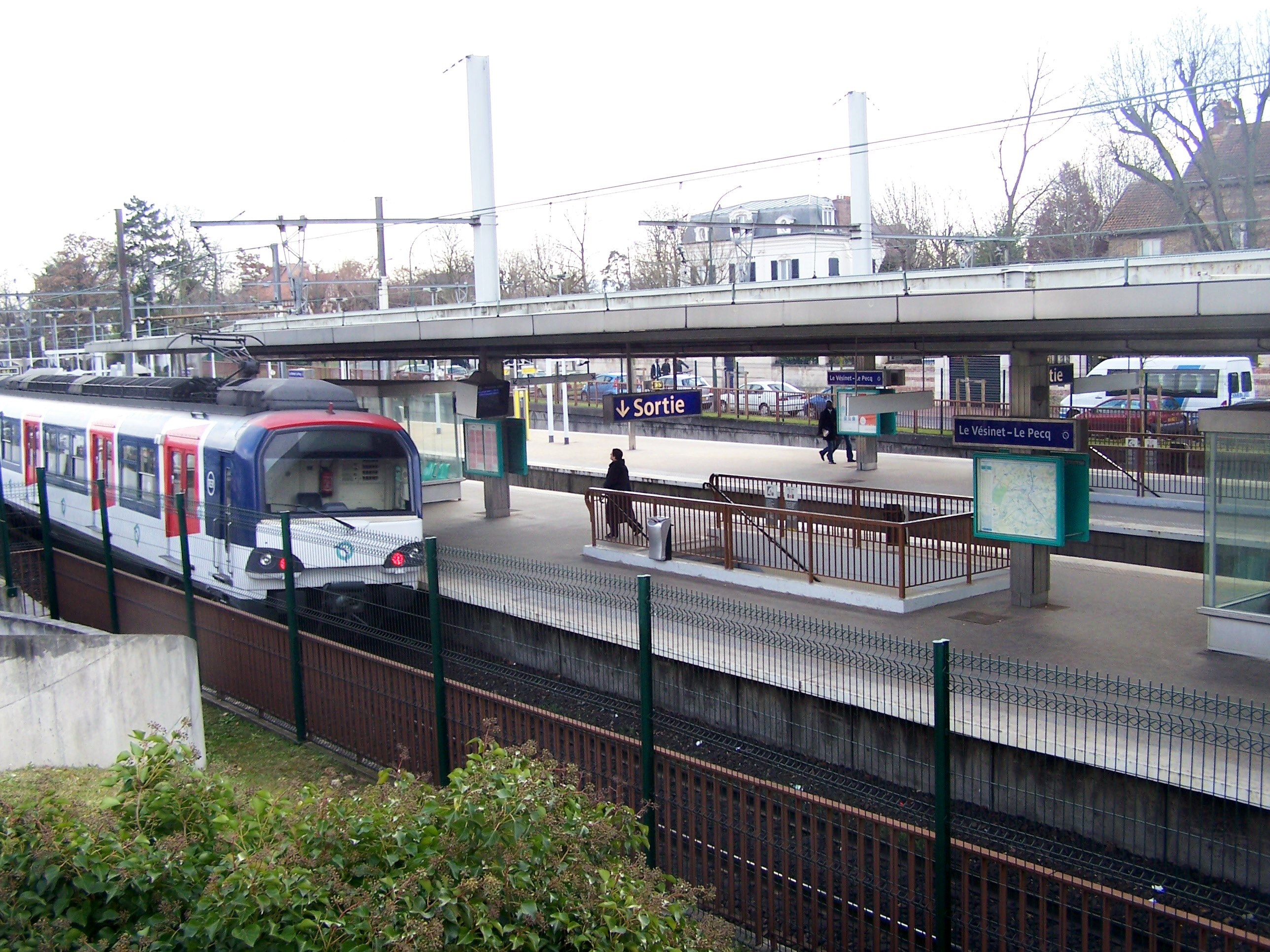
Renovierter MS 61 auf dem Weg nach Saint-Germain-en-Laye, 2009

## Lage und Name
Der Bahnhof zur Bedienung des Pariser Vororts Le Pecq befindet sich an der Bahnstrecke Paris–Saint-Germain-en-Laye auf dem Gebiet der Gemeinde Le Vésinet. Deren Ortsbezeichnung wurde dem Namen aber erst im Jahr 1972 hinzugefügt.

## Vorgeschichte
Am 26. August 1837 wurde der erste Bahnhof von Le Pecq als Endpunkt der ersten Bahnstrecke in der Region Île-de-France eröffnet. Diese begann in der Station Embarcadère de l’Ouest, dem Vorgänger des heutigen Pariser Fernbahnhofs Saint-Lazare. Gebaut und betrieben wurde die Bahn von der Compagnie du chemin de fer de Paris à Saint-Germain.
Der Kopfbahnhof Le Pecq lag unmittelbar am rechten Ufer der Seine. Er wies zwei Gleise an überdachten Seitenbahnsteigen auf, die über Drehscheiben mit einem mittigen Umfahrgleis für die Lokomotiven verbunden waren. Das Empfangsgebäude wurde von dem Architekten Alfred Armand entworfen.

Sein ursprünglicher Name war Débarcadère du Pecq. Die Fahrgäste nach dem links der Seine gelegenen Ort Le Pecq mussten aussteigen und den Fluss zu Fuß auf einer Brücke überqueren.

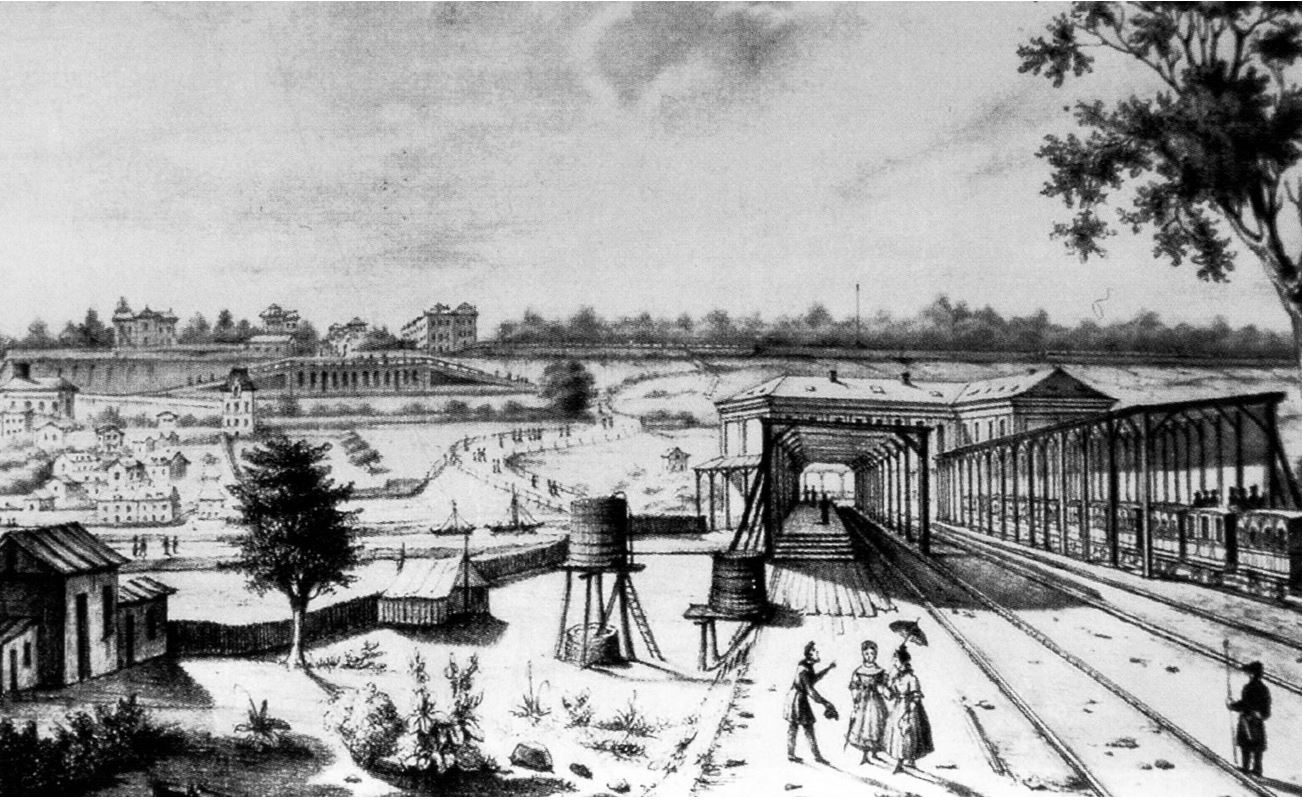
Erster Bahnhof Le Pecq (Débarcadère du Pecq) von 1837
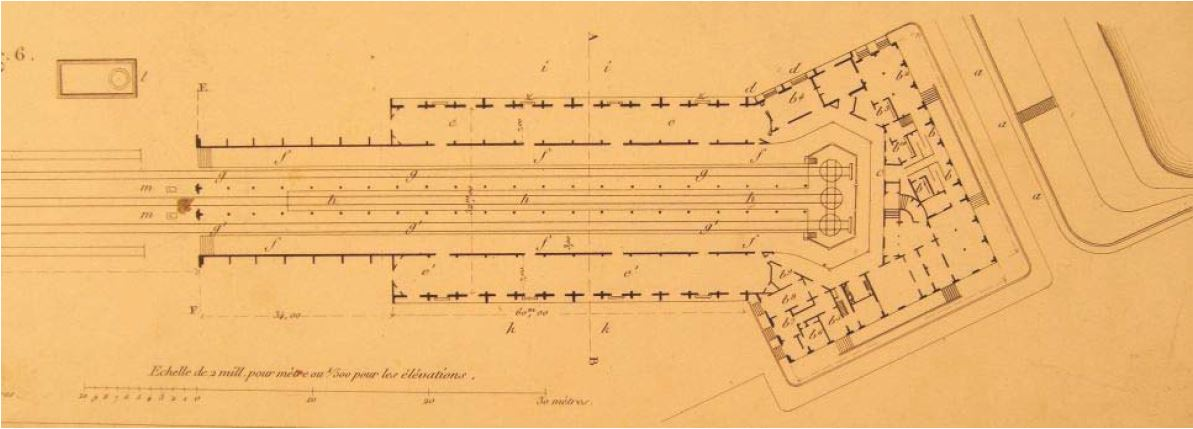
Plan des ersten Bahnhofs
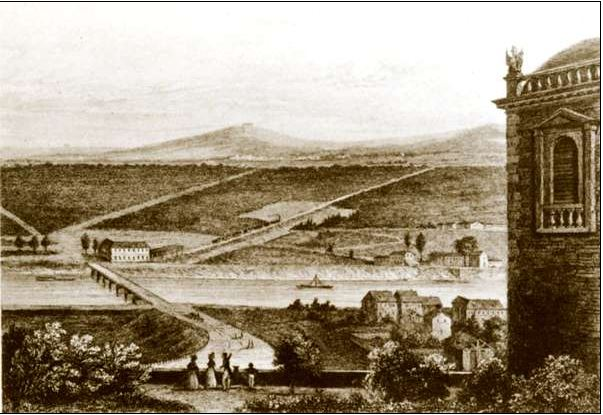
Bahnhof und Seinebrücke von Westen gesehen

## Geschichte und Beschreibung

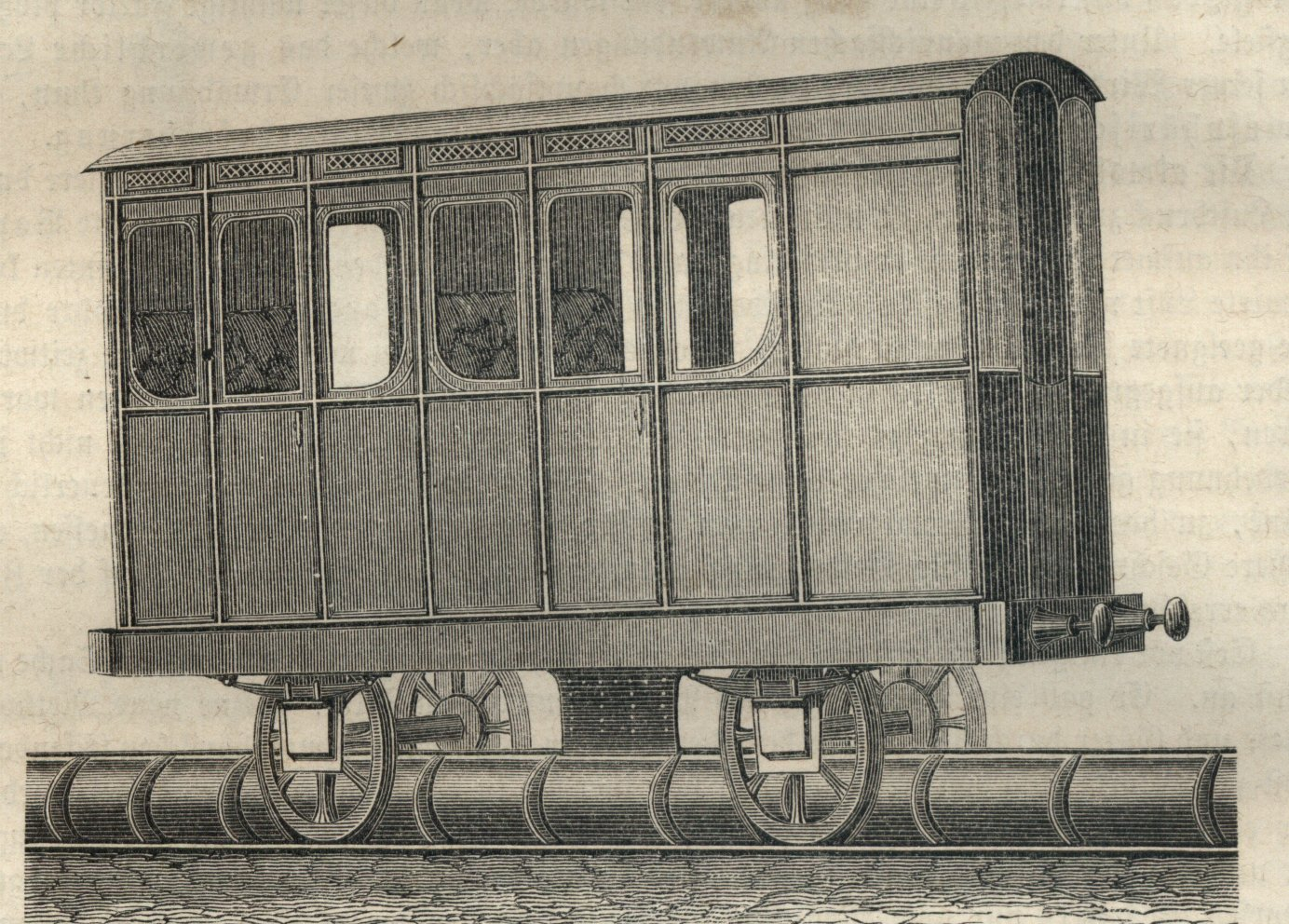
Zugwagen der atmosphärischen Eisenbahn Le Pecq–Saint-Germain

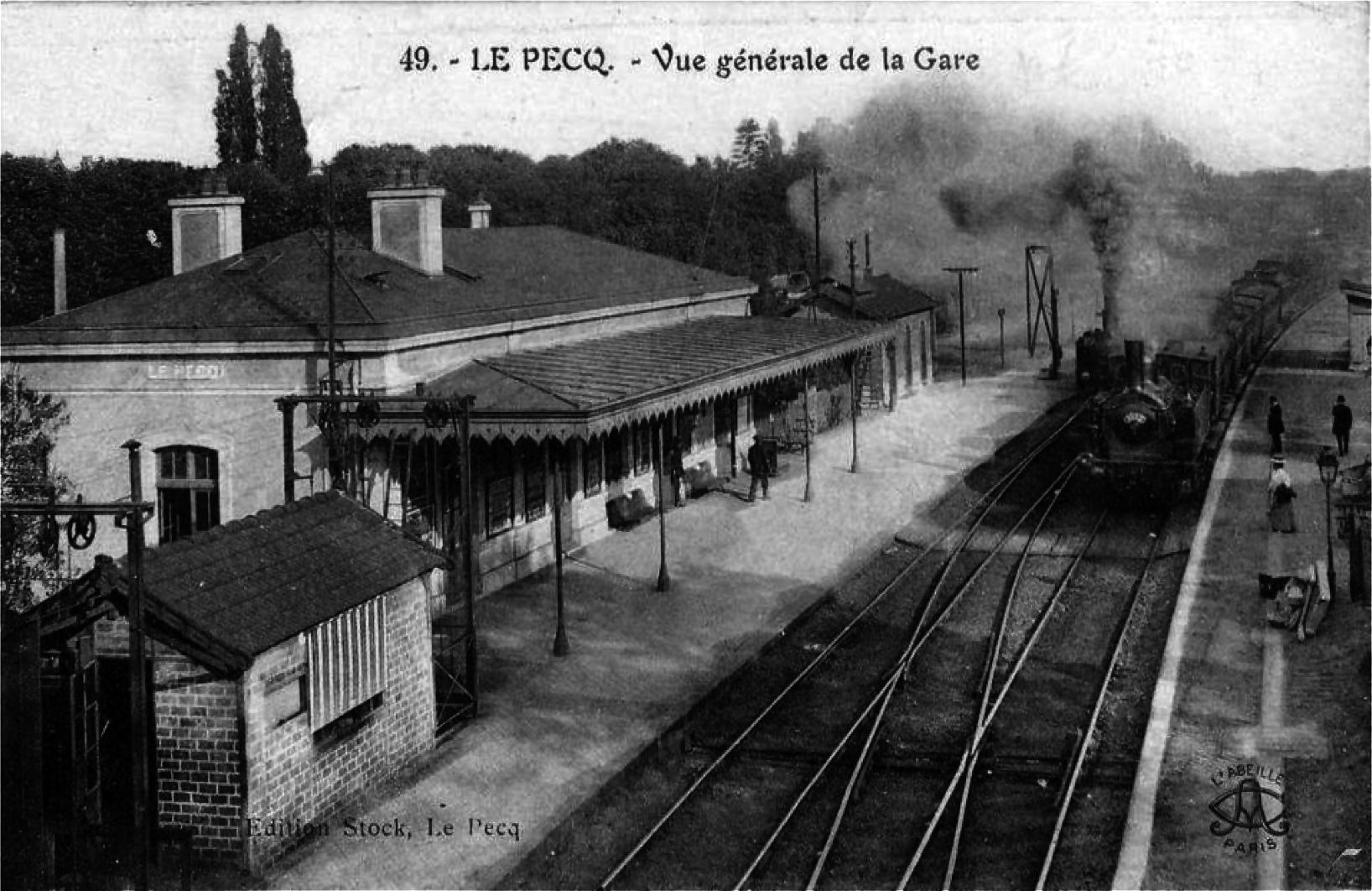
Bahnhof Le Pecq um 1900, links das Empfangsgebäude von 1847

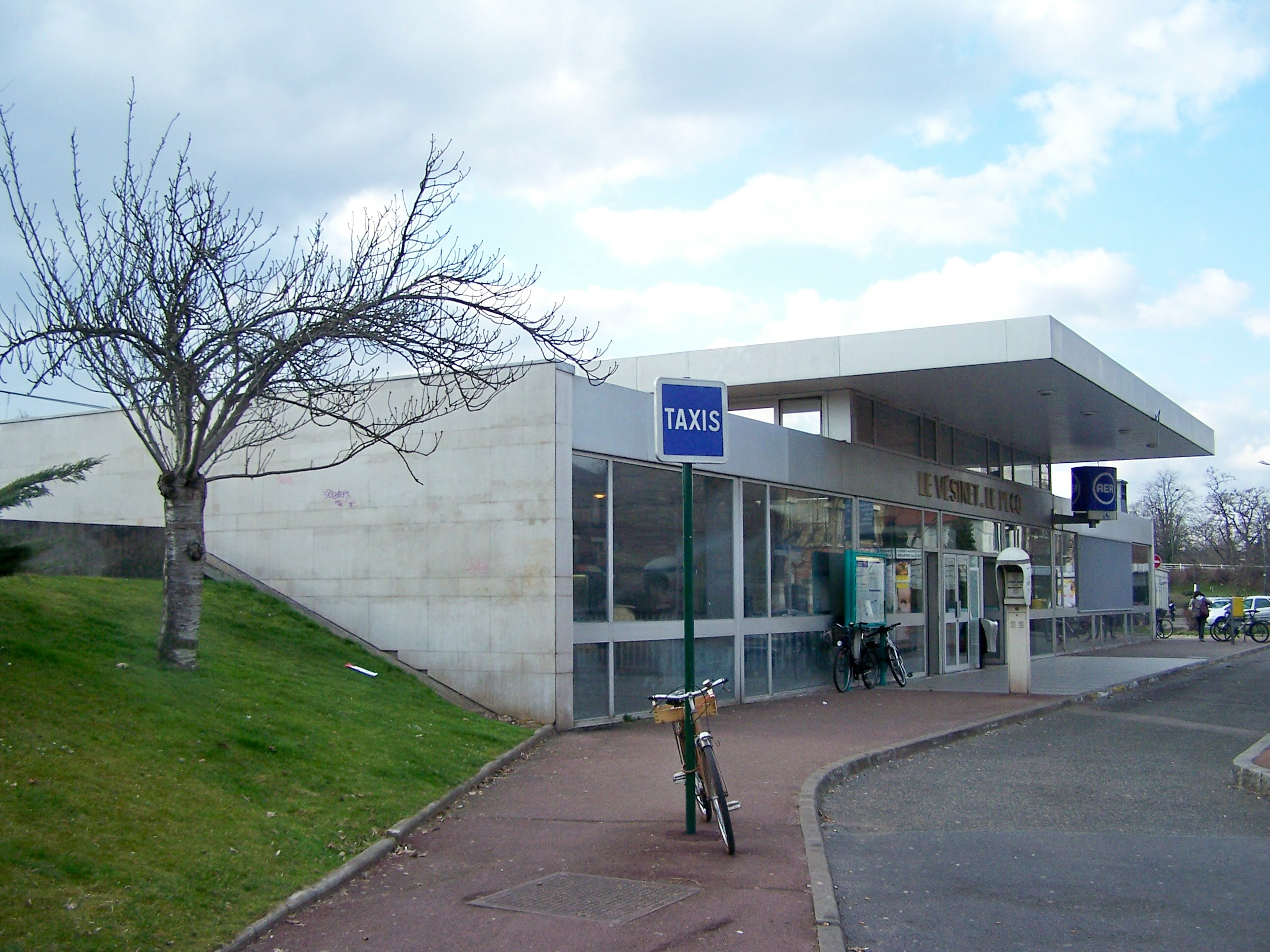
Aktuelles Empfangsgebäude

Um die Strecke zum jenseits der Seine gelegenen Ort Saint-Germain-en-Laye fortführen zu können, wurde der erste Bahnhof bereits nach wenigen Jahren stillgelegt. Die Querung des Flusses und von Straßen mittels Brücken erforderte eine neue Trasse, die in Höhe des heutigen Bahnhofs von der alten abzweigte, und der vorgesehene Betrieb des Endabschnitts in Form einer atmosphärisch angetriebenen Bahn zudem die Anlage einer entsprechend gebauten Bahnstation. Diese wurde nicht mehr direkt am Seineufer angelegt; obwohl sie auf dem Gebiet der Gemeinde Le Vésinet lag, wurde der Stationsname Gare du Pecq aber beibehalten. Das Empfangsgebäude des ersten Bahnhofs wurde später abgebrochen.
In diesem 1847 eröffneten zweiten Bahnhof wurden die Lokomotiven der aus Paris ankommenden Züge abgekuppelt und dem Zug statt ihrer ein Zugwagen vorangestellt. Dieser wurde mittels Unterdruck in einer Rohrleitung zwischen den Schienen durch den Druck der Erdatmosphäre im Rohr hinter dem Fahrzeug die 35-Promille-Steilstrecke nach Saint-Germain hinaufgeschoben. Der atmosphärische Antrieb wurde nur auf der Bergfahrt genutzt, zu Tal rollten die Züge dank der Schwerkraft antriebslos. Am 6. September 1858 ereignete sich ein Eisenbahnunglück mit drei Toten und rund zwanzig Verletzten, nachdem bei einem talwärts fahrenden Zug die Bremsen versagt hatten und dieser im Bahnhof Le Pecq eine stehende Lokomotive rammte. In der Folge wurde, auch aus Gründen der Kostenersparnis und mangelnden Zuverlässigkeit, der Betrieb der atmosphärischen Eisenbahn am 2. Juli 1860 eingestellt. Stärkere Lokomotiven waren mittlerweile in der Lage, die Rampe zu bewältigen, von denen jeweils eine den Zug zog und eine zweite ihn schob (→ Atmosphärische Eisenbahn Le Pecq–Saint Germain).
1855 ging die Strecke in der Compagnie des chemins de fer de l’Ouest auf, ab 1909 wurde sie von der Administration des chemins de fer de l’État betrieben. Von 1938 bis 1972 gehörte sie zur staatlichen Eisenbahngesellschaft Société nationale des chemins de fer français (SNCF).
In den Jahren 1924 bis 1927 wurde die Strecke elektrifiziert, die Stromversorgung mit 750 V Gleichspannung erfolgte über seitlich der Gleise angebrachte Stromschienen. 1955 wurde nördlich des alten Empfangsgebäudes ein neues errichtet, das jedoch nur 17 Jahre lang Bestand hatte. Da die Strecke von Zügen des Réseau express régional d’Île-de-France (RER) befahren werden sollte, wurden im Zuge ihrer Umrüstung die Stromschienen durch Oberleitungen für 1500 V Gleichspannung ersetzt. Damals entstand weiter südlich 1972 ein viertes Empfangsgebäude, und der Bahnhof erhielt seinen heutigen Namen: Le Vésinet - Le Pecq. Heute weist er drei Gleise, von denen das mittlere aus beiden Richtungen angefahren werden kann, an zwei Mittelbahnsteigen auf.
Mit Wirkung zum 1. Oktober 1972 wurde der Streckenabschnitt Nanterre-Université–Saint-Germain-en-Laye, an dem der Bahnhof liegt, von der SNCF an die RATP übertragen. Die Gebäude von 1847 und 1955 wurden anderen Bestimmungen zugeführt, ersteres dann 2019 wegen Baufälligkeit teilweise abgebrochen.

## Verkehr
Im Jahr 2015 wurden im Bahnhof Le Vésinet - Le Pecq 2.017.145 Fahrgäste gezählt, womit er an der 47. Stelle des RER-Netzes lag. Bedient wird er von Zügen des Asts A1 der RER-Linie A, die in Normalzeiten zehnminütig und während der Verkehrsspitzen – dort auch endend – alle fünf Minuten je Richtung verkehren.